# Ольдендорф (Штаде)
Ольдендорф (нім. Oldendorf) — громада в Німеччині, розташована в землі Нижня Саксонія. Входить до складу району Штаде. Складова частина об'єднання громад Ольдендорф-Гіммельпфортен.
Площа — 23,88 км2. Населення становить 3061 ос. (станом на 31 грудня 2021).